# Dorylus helvolus
Dorylus helvolus is een mierensoort uit de onderfamilie Dorylinae. De wetenschappelijke naam werd gepubliceerd in 1764 door Carl Linnaeus.